# Ласицкене, Мария Александровна
Мари́я Алекса́ндровна Ласицке́не (до лета 2017 года — Ку́чина; род. 14 января 1993 года, Прохладный, Кабардино-Балкария, Россия) — российская прыгунья в высоту. Олимпийская чемпионка (2020). Трёхкратная чемпионка мира (2015, 2017, 2019), двукратная чемпионка мира в помещении (2014, 2018), чемпионка Европы (2018), двукратная чемпионка Европы в помещении (2015, 2019), трёхкратная победительница командного чемпионата Европы (2013, 2014, 2015), двукратная победительница Континентального кубка IAAF (2014, 2018), пятикратная чемпионка России (2014, 2017, 2018, 2019, 2022), пятикратная чемпионка России в помещении (2014, 2015, 2017, 2018, 2019), чемпионка летних юношеских Олимпийских игр 2010 года.
Первая и единственная в истории трёхкратная чемпионка мира в прыжке в высоту среди женщин.
Единственная в истории российской лёгкой атлетики и мировых прыжков в высоту (как среди мужчин, так и среди женщин) пятикратная победительница общего зачёта «Бриллиантовой лиги» (2014, 2017, 2018, 2019, 2021). 
Капитан Вооружённых сил РФ Мария Ласицкене представляет Кабардино-Балкарию и Московскую область, выступая за ЦСКА.
Являлась доверенным лицом Владимира Путина на выборах Президента России 2018 года.
Имеет личный контракт с производителем спортивной одежды и обуви Nike.

## Карьера

### До 2016 года
Начала заниматься лёгкой атлетикой в 10 лет у Геннадия Габриляна. Осенью 2010 года переехала в Волгоград для учёбы в Волгоградской государственной академии физической культуры и на протяжении двух лет тренировалась у Бориса Горькова, после чего вновь вернулась к работе с Габриляном, под руководством которого занимается до сих пор. Тренер использует оригинальную методику подготовки спортсменки, полностью исключающую работу со штангой, при этом включающую «тренировку мыслей».
2009 год
Серебряный призёр юношеского чемпионата мира в Брессаноне с результатом 1,85 м.
Обладательница серебряной медали Европейского юношеского Олимпийского фестиваля в Тампере (1,85 м).
2010 год
Победительница летних юношеских Олимпийских игр в Сингапуре с результатом 1,89 м.
2011 год
На турнире Moravia High Jump Tour в Тршинеце россиянка установила мировой рекорд среди юниоров в помещении — 1,97 м, побив прежнее достижение болгарки Десиславы Александровой (1,96 м), державшееся более 16 лет. В июле Мария Кучина завоевала золото чемпионата Европы среди юниоров в Таллине, повторив рекорд подобных соревнований — 1,95 м.
2012 год
Бронзовый призёр чемпионата мира среди юниоров в Барселоне (1,88 м).
2013 год
Серебряный призёр XXVII Всемирной летней Универсиады в Казани с результатом 1,96 м.
2014 год
16 января Кучина прыгнула на 2 метра на Мемориале Ю. Лукашевича и В. Середкина в Челябинске, а 6 февраля стала победительницей соревнований XL Galan с личным рекордом в помещении — 2,01 м.
Помимо этого в 2014 году Кучина прыгала на 2 метра на чемпионате мира в помещении в Сопоте (разделила первое место с полькой Камилой Лицвинко) и на этапах «Бриллиантовой лиги» в Париже и Цюрихе.
Победительница общего зачёта «Бриллиантовой лиги».
Прыгнув на 1,99 м, Кучина помогла сборной Европы уверенно выиграть Континентальный кубок IAAF, состоявшийся в Марракеше.
2015 год
В сезоне-2015 Кучина вновь прыгала на 2 метра и выше: на этапах «Бриллиантовой лиги» в Монако и Брюсселе (2,01 м), а также на турнире в Загребе.
29 августа выиграла чемпионат мира в Пекине, взяв высоту 2,01 м.
Финишировала второй в общем зачете «Бриллиантовой лиги».
В октябре с результатом 1,95 м первенствовала на Всемирных играх военнослужащих в южнокорейском Мунгёне.
2016 год
За месяц до Игр в Рио-де-Жанейро Кучина прыгнула на 2 метра в подмосковном Жуковском на Кубке России, но была вынуждена пропустить Олимпиаду в связи с временным отстранением Всероссийской федерации легкой атлетики (ВФЛА).

### 2017 год
Зима 2017

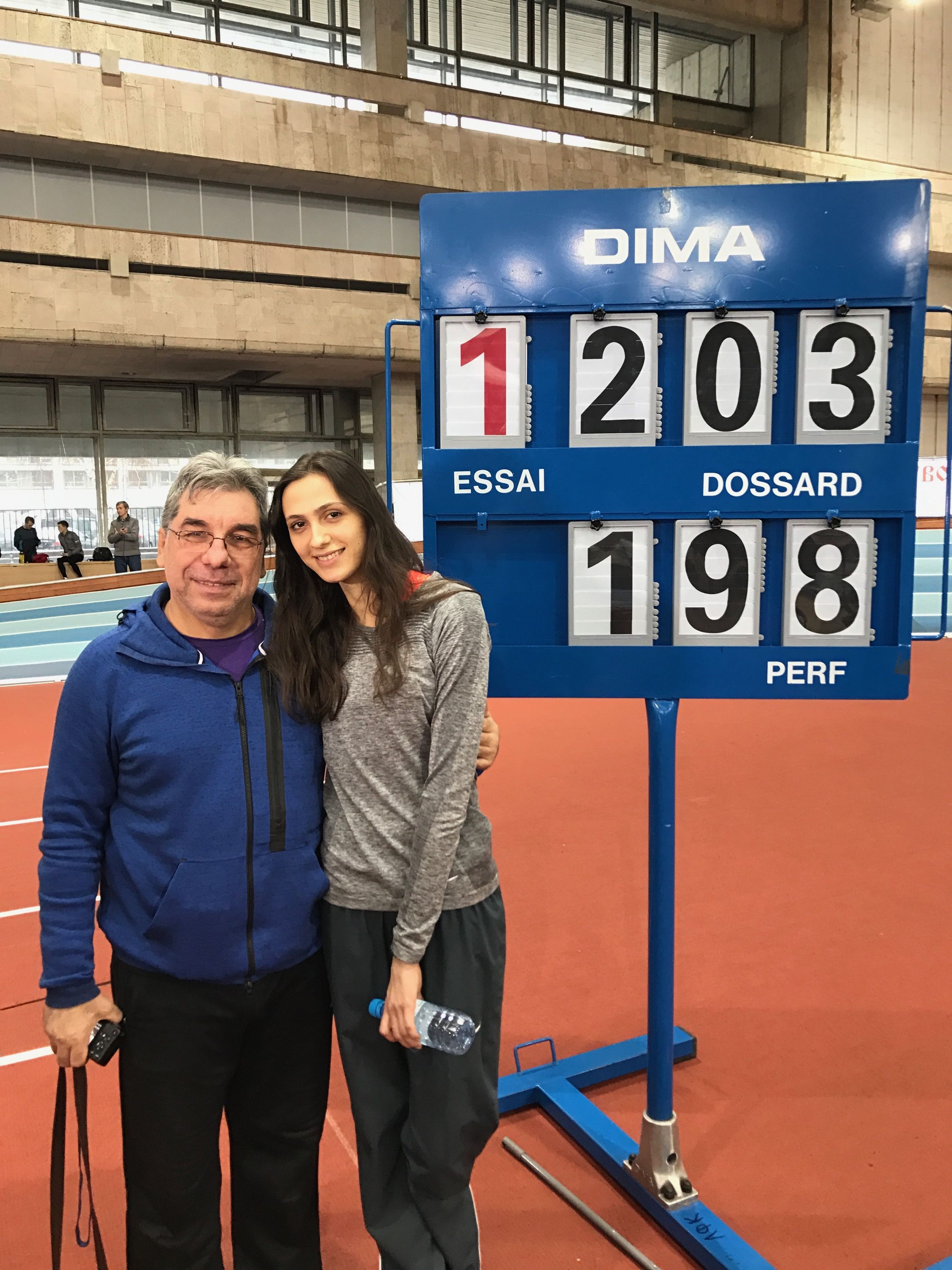
21 февраля 2017 года. Москва. Мария Кучина и её личный тренер Геннадий Габрилян празднуют рекордный прыжок россиянки на 2,03

18 января на Мемориале Владимира Дьячкова и Николая Озолина Марии Кучиной в одиннадцатый раз в карьере покорилась гроссмейстерская отметка в два метра.
По ходу зимнего сезона-2017 Кучина выиграла также Мемориал Ю. Лукашевича и В. Середкина в Челябинске (1,94 м), Всероссийские соревнования «Кубок губернатора» в Волгограде (1,95 м), турнир «Русская зима» в Москве (1,91 м) и Мемориал ЗТ СССР В. И. Алексеева в Санкт-Петербурге (1,96 м). В Волгограде, Москве и Санкт-Петербурге Кучина (уже в ранге победительницы) безуспешно штурмовала высоты 2,01 и 2,02.
21 февраля на чемпионате России в помещении в Москве Кучина выиграла свой шестой турнир подряд в 2017 году и стала победительницей общего зачёта Зимнего тура ВФЛА в женской высоте, получив чек на 75 тысяч рублей. По ходу чемпионата страны с третьей попытки повторила личный рекорд 2,01, а затем с первой попытки взяла высоту 2,03. Это оказался не только лучший результат зимнего сезона-2017 в мире, но и рекорд чемпионатов России в помещении. К тому же Кучина впервые в карьере на одном турнире совершила сразу два удачных прыжка за два метра.
Допуск от ИААФ
11 апреля 2017 года получила от ИААФ индивидуальный допуск к международным соревнованиям. На период временного отстранения Всероссийской федерации легкой атлетики (ВФЛА) должна была выступать на турнирах в нейтральном статусе.
Лето 2017
Начиная с летнего сезона 2017 года Мария Кучина стала выступать на соревнованиях под фамилией Ласицкене.
27 мая на этапе «Бриллиантовой лиги» в Юджине провела свой первый международный старт за 600 дней. В соперницах у россиянки были олимпийская чемпионка Рио Рут Бейтиа, чемпионки мира в помещении Вашти Каннингем (Портленд-2016) и Камила Лицвинко (Сопот-2014), рекордсменка США Шанти Лоу, чемпионка Европы-2017 в помещении Айрине Пальшите, Леверн Спенсер и Мирела Демирева. Ласицкене уверенно провела турнир, преодолевая с первой попытки высоты — 1,84 — 1,88 — 1,92 и 1,95. Следующий рубеж 1,98 она взяла со второй попытки, в то время, как Каннингем, Лицвинко и Бейтиа, оставшиеся ещё в секторе, с этой высотой не справились. В роли победительницы турнира заказывает 2,03 и с третьей попытки справляется с высотой. Это новый рекорд турнира и повторение личного рекорда, который Ласицкене установила этой зимой. Россиянка также возглавила рейтинг мирового сезона.
4 июня Ласицкене победила на турнире в польском Ополе с рекордом соревнований 2,00 в условиях холодной, дождливой и ветреной погоды, но не взяла 2,04. Предыдущий рекорд данного турнира принадлежал Камиле Лицвинко (1,99).
Свою седьмую победу на этапах «Бриллиантовой лиги» в карьере одержала 8 июня в Риме. Там Ласицкене вновь покорилась отметка 2 метра. В дальнейшем россиянка попыталась улучшить свой личный рекорд, рекорд турнира и повторить рекорд «Бриллиантовой лиги», но все три прыжка на 2,05 оказались неудачными.
11 июня на турнире Мемориал Фанни Бланкерс-Кун (IAAF World Challenge) в Хенгело с первой попытки взяла высоту 2,04, обновив личный рекорд и лучший результат сезона в мире. Попутно на один сантиметр улучшила рекорд стадиона и турнира FBK Games, который держался с 1992 года. Далее Ласицкене впервые в карьере трижды штурмовала планку на высоте мирового рекорда (2,10), но неудачно.
Два дня спустя выиграла свой 14-й турнир подряд, победив в холодную погоду с результатом 1,95 на соревнованиях IAAF World Challenge Paavo Nurmi Games в финском Турку. Ласицкене пыталась обновить рекорд стадиона и турнира, но все три попытки на два метра оказались неудачными.
16 июня выиграла Всероссийские соревнования по легкой атлетике «Мемориал В. М. Евстратова» в Жуковском, которые являлись третьим этапом летнего Гран-при ВФЛА. Взяв высоту 1,97, Ласицкене решила дальше не прыгать и завершила турнир.
18 июня Ласицкене победила на соревнованиях в Стокгольме, вновь отметившись прыжком на 2 метра. Попытка обновить рекорд «Бриллиантовой лиги» была неудачной: высота 2,06 не покорилась. Благодаря успеху в Швеции, Ласицкене досрочно квалифицировалась в финал «Бриллиантовой лиги» в Брюсселе (1 сентября).
24 июня вновь прыгнула на 2 метра, победив на чемпионате Московской области в Жуковском.
2 июля выиграла традиционный турнир «Мемориал братьев Знаменских» (1,95).
9 июля в 23-й раз в карьере преодолела двухметровую высоту, выиграв престижный турнир в Лондоне. Эта победа стала для Ласицкене двадцатой подряд и десятой на этапах «Бриллиантовой лиги» в карьере.
14 июля на Кубке России в подмосковном Ерино Ласицкене первенствовала с результатом 2,01. Она стала победительницей общего зачёта Летнего тура ВФЛА в женской высоте и получила бонус в 300 тысяч рублей за лучший результат среди всех видов программы.
Через два дня победила на турнире в итальянской Падуе, где вновь прыгнула на два метра. Попытка установить рекорд России не удалась, все три прыжка на 2,08 оказались неудачными.
21 июля в Монако Ласицкене, уже в ранге победительницы, прыгнула на 2,05, побив один из самых старых рекордов турнира, который принадлежал немке Хайке Хенкель и продержался с 1991 года (2,04). Таким образом, на шести этапах «Бриллиантовой лиги»-2017 россиянка набрала максимально возможное количество очков — 48, и с первой позиции вышла в финал, запланированный на 1 сентября в Брюсселе. На этот раз победителем этой серии соревнований становился спортсмен, выигравший именно в финале.

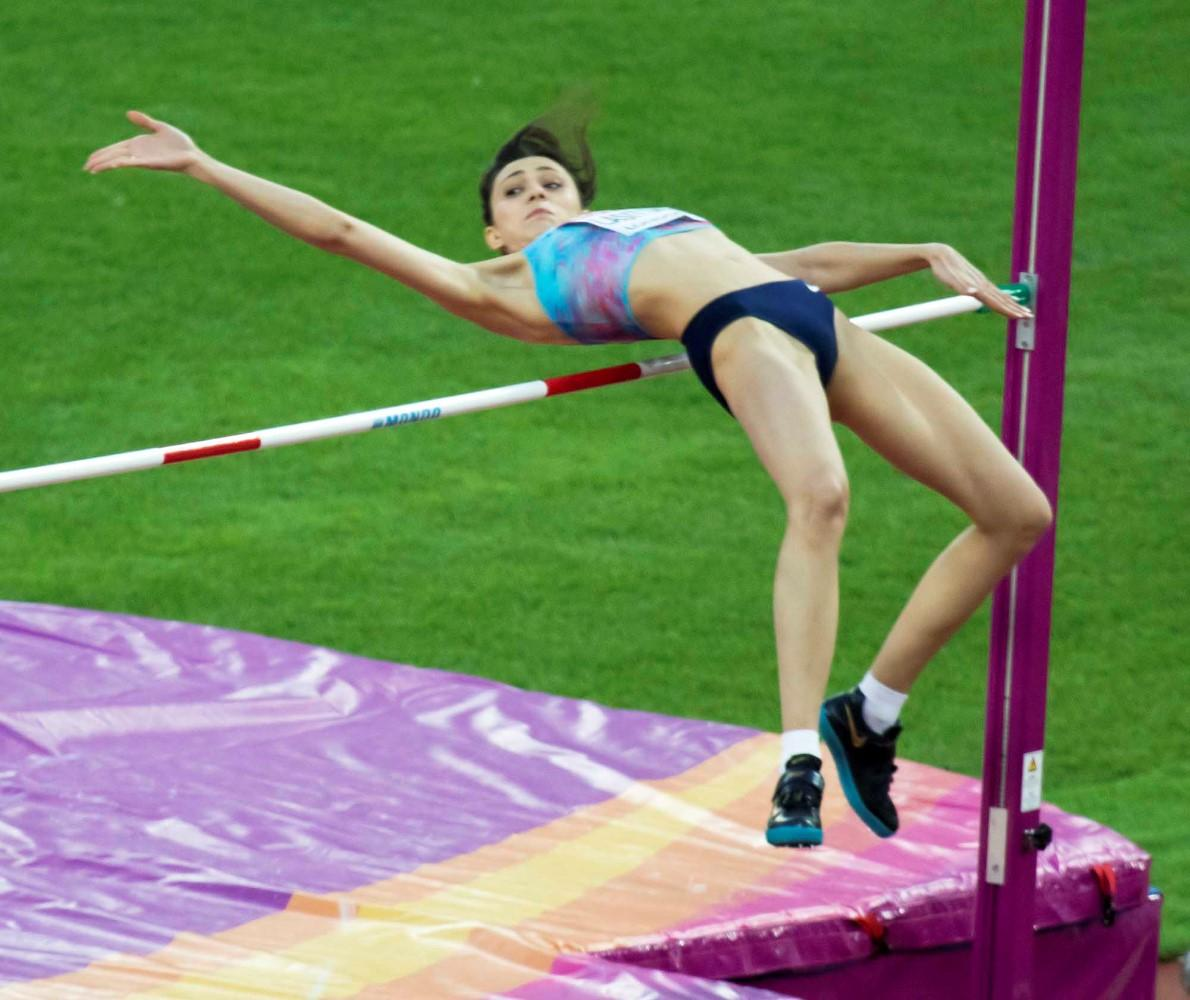
Мария Ласицкене (2017 год.)

28 июля Ласицкене во второй раз в своей карьере выиграла летний чемпионат России по лёгкой атлетике, прыгнув в Жуковском на 1,96.
15 августа победила в Варшаве на традиционном «Мемориале Камилы Сколимовской» — 1,95.
Безупречный сезон Ласицкене завершила 1 сентября в Брюсселе в рамках финала «Бриллиантовой лиги». В Бельгии в 30-й раз в карьере прыгнула на 2 метра и выше — 2,02 и во второй раз в карьере стала победительницей общего зачёта данных соревнований.
Рекорд Бриллиантовой лиги
6 июля 2017 года в Лозанне Ласицкене победила с отрывом в 13 сантиметров от ближайшей преследовательницы (это новый рекорд «Бриллиантовой лиги»). При этом россиянка показала результат 2,06. Это личный рекорд спортсменки, рекорд соревнований (предыдущий с 2002 года принадлежал обладательнице мирового рекорда в помещении Кайсе Бергквист — 2,04) и рекорд «Бриллиантовой лиги» (прежнее достижение принадлежало олимпийской чемпионке Лондона-2012 Анне Чичеровой, которая прыгнула в 2011 году в Брюсселе на 2,05). Далее Ласицкене во второй раз в карьере попыталась обновить мировой рекорд, но все три прыжка на 2,10 оказались неудачными.
Чемпионат мира-2017
12 августа Ласицкене защитила свой титул чемпионки мира, победив в Лондоне с результатом 2,03. Она стала первой в истории россиянкой, кому удалось дважды выиграть золото в прыжке в высоту на мировых первенствах.
Номинации-2017
По итогам 2017 года Европейская легкоатлетическая ассоциация включила Ласицкене в шорт-лист из четырёх номинантов на звание лучшей спортсменки года.
Международная ассоциация легкоатлетических федераций включила россиянку в Топ-10 лучших спортсменок года.
Престижное издание L’Équipe поместило Марию на шестое место в своём рейтинге лучших спортсменок года.
Ласицкене вошла в число 15 лучших спортсменов 2017 года по версии журналистов 26 европейских новостных агентств.

### 2018 год
Зима-2018
23 декабря на «Рождественских стартах» в Минске Ласицкене открыла новый зимний сезон победой с результатом 2 метра ровно. На этих соревнованиях россиянка штурмовала высоту 2,08 (абсолютный рекорд России и повторение мирового рекорда в помещении шведки Кайсы Бергквист), но пока безуспешно.
11 января в Челябинске Ласицкене выиграла Мемориал Ю. Лукашевича и В. Середкина, прыгнув на 1,95.
17 января на Всероссийском дне прыгуна Мемориала Озолина и Дьячкова Ласицкене превзошла свой же лучший результат в мировом сезоне, прыгнув на 2,01.
21 января на легкоатлетическом шоу «Битва полов» Ласицкене стала победительницей женской части соревнований, улетев на 1,99. А вот в зачете мужчин/женщин она, согласно очкам по системе Божидара Спирева, уступила вице-чемпиону мира-2017 Данилу Лысенко, который прыгнул на 2,36 и получил за это 1233 очка. Результат Марии принёс ей 1209 баллов.
25 января ИААФ продлила на 2018 год индивидуальный допуск россиянки к международным соревнованиям в нейтральном статусе.
27 января в Волгограде улучшила свой личный рекорд в помещении, став первой на турнире «Кубок Сталинграда» с результатом 2,04.
Своего 33-го успеха подряд Ласицкене добилась 6 февраля на турнире в Банска-Бистрице, где она прыгнула на 2,02.

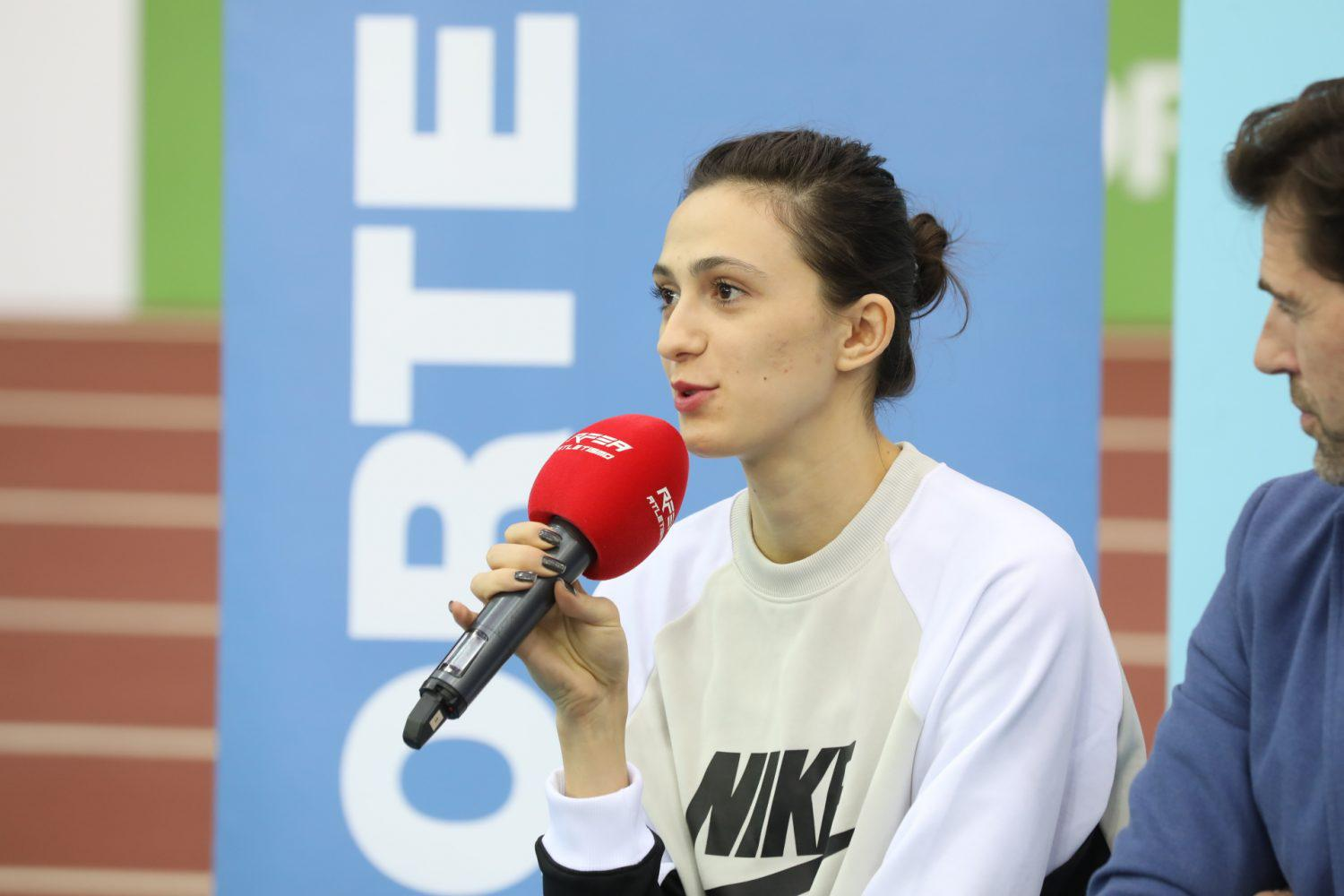
Мария в Мадриде зимой 2018 года

Уже два дня спустя первенствовала на мадридском этапе Зимнего тура ИААФ с очередным прыжком на два метра ровно.
12 февраля Ласицкене в четвёртый раз в карьере победила на зимнем чемпионате России. На сей раз для итогового успеха ей хватило удачной попытки на скромные 1,88.
15 февраля с результатом два метра ровно выиграла этап Зимнего тура ИААФ в польском городе Торунь.
Десять дней спустя Ласицкене с результатом 1,95 победила на турнире в Шотландии Muller Indoor Grand Prix Glasgow. Таким образом, на трех этапах Зимнего тура ИААФ россиянка набрала 30 очков и уверенно первенствовала в общем зачёте в своём виде. За итоговый успех получила чек на 20 тысяч долларов.
Зимний чемпионат мира-2018
1 марта Ласицкене во второй раз в карьере выиграла чемпионат мира в помещении. На турнире в Бирмингеме россиянке покорилась высота 2,01, а ближайшие соперницы проиграли ей восемь сантиметров.
В итоге престижный американский журнал Track and Field News назвал Ласицкене лучшей легкоатлеткой мира зимнего сезона-2018.
Лето-2018
Тридцать девятой победы подряд и тринадцатой на этапах «Бриллиантовой лиги» в карьере добилась 12 мая в Шанхае, прыгнув на 1,97.
31 мая россиянке вновь не было равных на этапе «Бриллиантовой лиги» в Риме, где она показала лучший результат сезона в мире — 2,02.
3 июня на турнире IAAF World Challenge в Хенгело (Нидерланды) со второй попытки взяла высоту 2,03, обновив свой же лучший результат сезона в мире.
10 июня Ласицкене победила на соревнованиях в Стокгольме, отметившись очередным прыжком на 2 метра. Благодаря этому успеху россиянка досрочно квалифицировалась в финал «Бриллиантовой лиги» в Цюрихе (30 августа).
17 июня Ласицкене победила на 43-м турнире подряд, выиграв в польском Ополе с результатом 1,94.
23 июня продлила свою победную серию, выиграв Всероссийские соревнования по легкой атлетике «Мемориал В. М. Евстратова» в Жуковском с результатом 2,01.
30 июня Ласицкене выиграла 11-й этап «Бриллиантовой лиги» подряд и 16-й в карьере, победив в Париже с рекордом турнира и лучшим результатом сезона в мире — 2,04.
Своё первое поражение за два года россиянка потерпела 13 июля, став с результатом 1,90 третьей на турнире в Рабате.
19 июля в Казани Ласицкене в третий раз в своей карьере выиграла летний чемпионат России, прыгнув на 2 метра ровно.
22 июля на этапе «Бриллиантовой лиги» в Лондоне Ласицкене победила, повторив свой же лучший результат сезона в мире — 2,04. По ходу турнира Мария трижды прыгнула на 2 метра и выше.
18 августа на турнире в Гётеборге Ласицкене в дождливую и промозглую погоду добилась победы с результатом 1,97.
30 августа Ласицкене в третий раз в карьере выиграла общий зачёт «Бриллиантовой лиги», прыгнув в финале серии в Цюрихе на 1,97.
Шестого успеха подряд россиянка добилась 2 сентября в итальянской Падуе. Её результат — 1,95.
9 сентябре в Остраве Ласицкене во второй раз в карьере одержала победу на Континентальном кубке IAAF, прыгнув на два метра ровно.
Чемпионат Европы-2018
10 августа в Берлине Ласицкене впервые в карьере выиграла летний чемпионат Европы, прыгнув на 2 метра и обойдя по попыткам болгарку Мирелу Демиреву.
По окончании сезона Европейская легкоатлетическая ассоциация и Международная ассоциация легкоатлетических федераций включили россиянку в Топ-10 лучших спортсменок 2018 года.

### 2019 год
Зима-2019
Ласицкене открыла новый зимний сезон 22 декабря в Минске на традиционных «Рождественских стартах», где с результатом 2 метра ровно добилась восьмой победы подряд.
17 января в Челябинске россиянка стала второй на Мемориале Ю. Лукашевича и В. Середкина, прыгнув на 1,97.
20 января на втором в истории легкоатлетическом шоу «Битва полов» Ласицкене выиграла и общий зачёт и женскую часть соревнований, улетев на 2,03. Данный результат — лучший в зимнем мировом сезоне.
21 января ИААФ продлила на 2019 год индивидуальный допуск россиянки к международным соревнованиям в нейтральном статусе.
25 января на Всероссийском дне прыгуна Мемориала Озолина и Дьячкова Ласицкене вновь стала первой с результатом 2 метра ровно.
Свой четвёртый старт за 10 дней Ласицкене провела уже 27 января в Волгограде на турнире «Кубок Сталинграда», где первенствовала с результатом 2,01.
На своём первом международном турнире в 2019 году в Котбусе (30 января) россиянка выиграла с рекордом соревнований — 2,02.
Ещё один рекорд турнира Ласицкене побила 3 февраля на «Русской зиме», прыгнув на 2,04. Тем самым она повторила свой лучший результат в помещении в карьере и обновила на 1 сантиметр свой же лучший результат нынешнего зимнего сезона в мире.
9 февраля на юбилейном 25-м турнире в Банска-Бистрице россиянка в 60-й раз в карьере прыгнула на два метра и выше, выиграв с результатом 2 метра ровно.
15 февраля Ласицкене стала первой в истории пятикратной чемпионкой России в помещении в прыжке в высоту, продемонстрировав результат 2,02.
Чемпионат Европы в помещении-2019
3 марта Ласицкене во второй раз в карьере выиграла чемпионат Европы в помещении. На турнире, проходившем в шотландском Глазго, россиянке покорилась высота 2,01. В итоге престижный американский журнал Track and Field News во второй год подряд назвал Ласицкене лучшей легкоатлеткой мира в зимнем сезоне.
Лето-2019
Ласицкене открыла летний сезон 30 мая на соревнованиях «Бриллиантовой лиги» в Стокгольме, где в дождливую и холодную погоду победила с результатом 1,92. Этот успех стал для неё девятым подряд и 19-м на этапах «Бриллиантовой лиги» в карьере.
31 мая было объявлено о том, что россиянка станет послом легкоатлетического матча между сборными Европы и США, который пройдёт в сентябре в Минске.
13 июня Ласицкене установила лучший результат сезона в мире, выиграв этап «Бриллиантовой лиги» в Осло с прыжком на 2,01.
Три дня спустя россиянка вновь победила с лучшим результатом сезона в мире, прыгнув на 2,02 м на 65-м мемориале Януша Кусочиньского, который проходил в польском Хожуве.
20 июня Ласицкене повторила свой лучший результат в карьере, прыгнув на 2,06 на турнире IAAF World Challenge в Остраве. Тем самым россиянка установила лучший результат сезона в мире и побила на 1 см рекорд соревнований, державшийся с 2008 года и принадлежавший хорватке Бланке Влашич.
30 июня на этапе «Бриллиантовой лиги» в США россиянка улучшила свой же рекорд турнира на 1 см, прыгнув на 2,04 м. Эта победа стала для Ласицкене тринадцатой подряд.
5 июля в Лозанне Ласицкене победила с результатом 2,02 м, выиграв двадцать второй этап «Бриллиантовой лиги» в карьере.
Неделю спустя россиянке хватило прыжка на 2 м для успеха на этапе «Бриллиантовой лиги» в Монако.
16-й турнир подряд Ласицкене выиграла 16 июля в Падуе, прыгнув на скромные для себя 1,94 м.
24 июля Ласицкене в четвёртый раз в карьере выиграла летний чемпионат России по лёгкой атлетике, прыгнув в Чебоксарах на 2 м ровно.
6 сентября в четвёртый раз в карьере победила в общем зачете «Бриллиантовой лиги», прыгнув в финале серии в Брюсселе на 1,99 м.
10 сентября Ласицкене впервые с января 2019 года не смогла одержать победу, уступив с результатом 1,98 м на матчевой встрече Европа — США в Минске украинским прыгуньям Юлии Левченко (2,02) и Ирине Геращенко (1,98).
14 сентября спустя Мария выиграла последний турнир перед чемпионатом мира 2019, преодолев планку на высоте 1,94 м на Мемориале Сколимовской в Польше.
Чемпионат мира-2019
30 сентября Ласицкене во второй раз кряду защитила свой титул чемпионки мира, победив в Дохе с результатом 2,04 м. Она стала первой в истории спортсменкой (как среди мужчин, так и среди женщин), кому удалось трижды выиграть золото в прыжке в высоту на мировых первенствах.
Военные игры-2019
23 октября старший лейтенант ЦСКА Ласицкене защитила свой титул и на Всемирных военных играх в китайском городе Ухань, победив в прыжке в высоту с рекордом соревнований 2,01 м. Мария впервые за четыре года выступала на международных соревнованиях под российским флагом.

### 2020 год
Зима-2020
9 февраля 2020 года Мария Ласицкене выиграла легкоатлетический турнир «Русская зима» с личным рекордом в помещении и лучшим результатом сезона в мире — 2,05 м.

### 2021 год
Олимпийские игры-2020
7 августа 2021 года стала чемпионкой Олимпийских игр в Токио с результатом 2,04 м, взяв высоту со второй попытки.
| Хронология выступления Марии Ласицкене в Токио | Хронология выступления Марии Ласицкене в Токио | Хронология выступления Марии Ласицкене в Токио | Хронология выступления Марии Ласицкене в Токио | Хронология выступления Марии Ласицкене в Токио | Хронология выступления Марии Ласицкене в Токио | Хронология выступления Марии Ласицкене в Токио | Хронология выступления Марии Ласицкене в Токио | Хронология выступления Марии Ласицкене в Токио | Хронология выступления Марии Ласицкене в Токио |
|                                                | 1.84м                                          | 1.89м                                          | 1.93м                                          | 1.96м                                          | 1.98м                                          | 2.00м                                          | 2.02м                                          | 2.04м                                          | Расшифровка                                    |
| ---------------------------------------------- | ---------------------------------------------- | ---------------------------------------------- | ---------------------------------------------- | ---------------------------------------------- | ---------------------------------------------- | ---------------------------------------------- | ---------------------------------------------- | ---------------------------------------------- | ---------------------------------------------- |
| Попытки                                        | О                                              | О                                              | О                                              | ХХО                                            | ХО                                             | ХО                                             | О                                              | ХО                                             | (О-высота взята, Х-неудачная попытка)          |

## Российские титулы
- Чемпионка России (2014, 2017, 2018, 2019, 2020, 2022).
- Серебряный призёр чемпионата России (2015, 2016, 2024).
- Чемпионка России в помещении (2014, 2015, 2017, 2018, 2019).
- Серебряный призёр чемпионата России в помещении (2016).
- Бронзовый призёр чемпионата России в помещении (2011, 2012).

## Двухметровая высота
За карьеру Ласицкене 88 раз прыгала на 2 метра и выше на 60 различных турнирах:
- 2,06

1. Лозанна — 6 июля 2017
2. Острава — 20 июня 2019

- 2,05

1. Монако — 21 июля 2017
2. Москва— 9 февраля 2020
3. Цюрих — 8 сентября 2021

- 2,04

1. Хенгело — 11 июня 2017
2. Волгоград — 27 января 2018 (зал)
3. Париж — 30 июня 2018
4. Лондон — 22 июля 2018
5. Москва — 3 февраля 2019 (зал)
6. Стэнфорд — 30 июня 2019
7. Доха — 30 сентября 2019
8. Токио — 7 августа 2021

- 2,03

1. Москва — 21 февраля 2017 (зал)
2. Юджин — 27 мая 2017
3. Лондон — 12 августа 2017
4. Хенгело — 3 июня 2018
5. Москва — 20 января 2019 (зал)
6. Острава — 20 июня 2019
7. Цюрих — 8 сентября 2021

- 2,02

1. Брюссель — 1 сентября 2017
2. Банска-Бистрица — 6 февраля 2018 (зал)
3. Рим — 31 мая 2018
4. Лондон — 22 июля 2018
5. Котбус — 30 января 2019 (зал)
6. Москва — 15 февраля 2019 (зал)
7. Хожув — 16 июня 2019
8. Стэнфорд — 30 июня 2019
9. Лозанна — 5 июля 2019
10. Доха — 30 сентября 2019
11. Токио — 7 августа 2021

- 2,01

1. Стокгольм — 6 февраля 2014 (зал)
2. Пекин — 29 августа 2015
3. Брюссель — 11 сентября 2015
4. Москва — 21 февраля 2017 (зал)
5. Лозанна — 6 июля 2017
6. Ерино — 14 июля 2017
7. Лондон — 12 августа 2017
8. Москва — 17 января 2018 (зал)
9. Волгоград — 27 января 2018 (зал)
10. Бирмингем — 1 марта 2018 (зал)
11. Жуковский — 23 июня 2018
12. Москва — 20 января 2019 (зал)
13. Волгоград — 27 января 2019 (зал)
14. Глазго — 3 марта 2019 (зал)
15. Осло — 13 июня 2019
16. Ухань — 23 октября 2019

- 2,00

1. Челябинск — 16 января 2014 (зал)
2. Сопот — 8 марта 2014 (зал)
3. Париж — 5 июля 2014
4. Цюрих — 28 августа 2014
5. Монако — 17 июля 2015
6. Загреб — 8 сентября 2015
7. Жуковский — 21 июля 2016
8. Москва — 18 января 2017 (зал)
9. Ополе — 4 июня 2017
10. Рим — 8 июня 2017
11. Хенгело — 11 июня 2017
12. Стокгольм — 18 июня 2017
13. Жуковский — 24 июня 2017
14. Лондон — 9 июля 2017
15. Падуя — 16 июля 2017
16. Монако — 21 июля 2017
17. Минск — 23 декабря 2017 (зал)
18. Мадрид — 8 февраля 2018 (зал)
19. Торунь — 15 февраля 2018 (зал)
20. Стокгольм — 10 июня 2018
21. Париж — 30 июня 2018
22. Казань — 19 июля 2018
23. Лондон — 22 июля 2018
24. Берлин — 10 августа 2018
25. Острава — 9 сентября 2018
26. Минск — 22 декабря 2018 (зал)
27. Москва — 25 января 2019 (зал)
28. Котбус — 30 января 2019 (зал)
29. Москва — 3 февраля 2019 (зал)
30. Банска-Бистрица — 9 февраля 2019 (зал)
31. Москва — 15 февраля 2019 (зал)
32. Хожув — 16 июня 2019
33. Острава — 20 июня 2019
34. Стэнфорд — 30 июня 2019
35. Лозанна — 5 июля 2019
36. Монако — 12 июля 2019
37. Чебоксары — 24 июля 2019
38. Доха — 30 сентября 2019
39. Йоэнсуу — 14 июля 2021
40. Токио — 7 августа 2021
41. Брюссель — 3 сентября 2021

## Победная серия
В период с 1 июля 2016 года по 30 июня 2018-го Ласицкене выиграла 45 турниров подряд. Серия прервалась 13 июля 2018-го на турнире в Рабате, где россиянка стала третьей с результатом 1,90.
Серия Ласицкене — вторая по продолжительности в истории женских прыжков высоту. Лишь румынка Йоланда Балаш одерживала большее количество побед подряд, в период с 1956 по 1967 годы она выиграла 150 соревнований.
1. V Всероссийская летняя универсиада — Смоленск, Россия (результат — 1,90).
2. Кубок России — Жуковский, Россия (2,00).
3. «Звезды 2016» — Москва, Россия (1,88).
4. «Мемориал Ю.Лукашевича и В.Середкина» — Челябинск, Россия (1,94 — в помещении).
5. Всероссийский день прыгуна «Мемориал Н. Г. Озолина и В. М. Дьячкова» — Москва, Россия (2,00 — в помещении).
6. Всероссийские соревнования «Кубок губернатора» — Волгоград, Россия (1,95 — в помещении).
7. «Русская зима» — Москва, Россия (1,91 — в помещении).
8. «Мемориал ЗТ СССР В. И. Алексеева» — Санкт-Петербург, Россия (1,96 — в помещении).
9. Зимний чемпионат России — Москва, Россия (2,03 — в помещении).
10. Prefontaine Classic — Юджин, США (2,03).
11. 12-й Опольский фестиваль прыжков — Ополе, Польша (2,00).
12. Golden Gala Pietro Mennea — Рим, Италия (2,00).
13. FBK Games — Хенгело, Нидерланды (2,04).
14. Paavo Nurmi Games — Турку, Финляндия (1,95).
15. «Мемориал В. М. Евстратова» — Жуковский, Россия (1,97).
16. Bauhaus-Galan — Стокгольм, Швеция (2,00).
17. Чемпионат Московской области — Жуковский, Россия (2,00).
18. «Мемориал братьев Знаменских» — Жуковский, Россия (1,95).
19. «Атлетиссима» — Лозанна, Швейцария (2,06).
20. Anniversary Games — Лондон, Великобритания (2,00).
21. Кубок России — Ерино, Россия (2,01).
22. Atletica Mondiale — Падуя, Италия (2,00).
23. Herculis — Монако, Монако (2,05).
24. Чемпионат России — Жуковский, Россия (1,96).
25. Чемпионат мира — Лондон, Великобритания (2,03).
26. «Мемориал Камилы Сколимовской» — Варшава, Польша (1,95).
27. Мемориал Ван Дамме — Брюссель, Бельгия (2,02).
28. «Рождественские старты» — Минск, Беларусь (2,00 — в помещении).
29. «Мемориал Ю.Лукашевича и В.Середкина» — Челябинск, Россия (1,95 — в помещении).
30. «Мемориал Н. Г. Озолина и В. М. Дьячкова» — Москва, Россия (2,01 — в помещении).
31. «Битва полов» — Москва, Россия (1,99 — в помещении).
32. «Кубок Сталинграда» — Волгоград, Россия (2,04 — в помещении).
33. Banskobystricka latka — Банска-Бистрица, Словакия (2,02 — в помещении).
34. Madrid Indoor — Мадрид, Испания (2,00 — в помещении).
35. Зимний чемпионат России — Москва, Россия (1,88 — в помещении).
36. Copernicus Cup — Торунь, Польша (2,00 — в помещении).
37. Muller Indoor Grand Prix Glasgow — Глазго, Шотландия (1,95 — в помещении).
38. Чемпионат мира в помещении — Бирмингем, Великобритания (2,01 — в помещении).
39. Shanghai Golden Grand Prix — Шанхай, Китай (1,97).
40. Golden Gala Pietro Mennea — Рим, Италия (2,02).
41. FBK Games — Хенгело, Нидерланды (2,03).
42. Bauhaus-Galan — Стокгольм, Швеция (2,00).
43. 13-й Опольский фестиваль прыжков — Ополе, Польша (1,94).
44. «Мемориал В. М. Евстратова» — Жуковский, Россия (2,01).
45. Meeting de Paris — Париж, Франция (2,04).

## Бриллиантовая лига
В активе Ласицкене 26 побед на этапах «Бриллиантовой лиги» в карьере, что является лучшим результатом в истории прыжков в высоту (как среди мужчин, так и среди женщин). У ближайших преследователей — Мутаза Баршима из Катара и хорватки Бланки Влашич — 20 и 14 побед соответственно.
1. ExxonMobil Bislett Games (2014) — Осло, Норвегия (результат — 1,98).
2. DN Galan (2014) — Стокгольм, Швеция (1,94).
3. Weltklasse Zurich (2014) — Цюрих, Швейцария (2,00).
4. Herculis (2015) — Монако, Монако (2,00).
5. Memorial Van Damme (2015) — Брюссель, Бельгия (2,01).
6. Prefontaine Classic (2017) — Юджин, США (2,03).
7. Golden Gala Pietro Mennea (2017) — Рим, Италия (2,00).
8. Bauhaus-Galan (2017) — Стокгольм, Швеция (2,00).
9. Athletissima (2017) — Лозанна, Швейцария (2,06).
10. Anniversary Games (2017) — Лондон, Великобритания (2,00).
11. Herculis (2017) — Монако, Монако (2,05).
12. Мемориал Ван Дамме (2017) — Брюссель, Бельгия (2,02).
13. Shanghai Golden Grand Prix (2018) — Шанхай, Китай (1,97).
14. Golden Gala Pietro Mennea (2018) — Рим, Италия (2,02).
15. Bauhaus-Galan (2018) — Стокгольм, Швеция (2,00).
16. Meeting de Paris (2018) — Париж, Франция (2,04).
17. Anniversary Games (2018) — Лондон, Великобритания (2,04).
18. Weltklasse Zurich (2018) — Цюрих, Швейцария (1,97).
19. Bauhaus-Galan (2019) — Стокгольм, Швеция (1,92).
20. Bislett Games (2019) — Осло, Норвегия (2,01).
21. Prefontaine Classic (2019) — Стэнфорд, США (2,04).
22. Athletissima (2019) — Лозанна, Швейцария (2,02).
23. Herculis (2019) — Монако, Монако (2,00).
24. Мемориал Ван Дамме (2019) — Брюссель, Бельгия (1,99).
25. Athletissima (2021) — Лозанна, Швейцария (1,98).
26. Weltklasse Zurich (2021) — Цюрих, Швейцария (2,05).

## Личная жизнь
17 марта 2017 года Кучина вышла замуж за спортивного журналиста и комментатора телеканала «Евроспорт» Владаса Ласицкаса, взяла фамилию супруга и стала Марией Ласицкене (лит. Marija Lasickienė).

## Награды

### Ордена, медали и знаки
- Орден Дружбы (11 августа 2021) — за большой вклад в развитие отечественного спорта, высокие спортивные достижения, волю к победе, стойкость и целеустремленность, проявленные на Играх XXXII Олимпиады 2020 года в городе Токио (Япония)[87];
- медаль ордена «За заслуги перед Отечеством» II степени (2016)[88][89];
- медаль «За воинскую доблесть» (Минобороны) II степени;
- Орден «За заслуги перед Кабардино-Балкарской Республикой» (26 августа 2021) — за большой вклад в развитие физической культуры и спорта, высокие спортивные достижения[90][91]
- знак Губернатора Московской области «Во славу спорта».

### Почётные звания
- почётное спортивное звание «Заслуженный мастер спорта России» (2014);
- почётное звание «Заслуженный работник физической культуры и спорта Кабардино-Балкарской Республики»;
- академик Международной Академии творчества.

### Премии
- лауреат премии Golden Tracks, вручаемой Европейской легкоатлетической ассоциацией (2014), в номинации «Восходящая звезда»;
- лауреат национальной премии в области физической культуры и спорта 2017 года в номинации «Гордость России» в категории «Спортсменка года»[92];
- лауреат премии «Серебряная лань» (2015, 2017[93], 2018[94]) — Ласицкене вошла в число десяти лучших спортсменов страны по версии Федерации спортивных журналистов России (ФСЖР);
- лауреат премии «Спортсмен года»-2017 от радио Спорт FM[95];
- легкоатлетка года по версии ВФЛА (2014, 2015, 2017[96], 2018[97]).

### Грамоты и благодарности
- благодарность Правительства Российской Федерации[98];
- почётная грамота Министерства обороны Российской Федерации;
- почётная грамота Кабардино-Балкарской Республики.